# C Hydrae
C Hydrae (C Hya / 30 Monocerotis / 30 Mon) es una estrella en la constelación de la Hidra.
De magnitud aparente +3,90, se encuentra a 125 años luz del sistema solar.
C Hydrae es una estrella blanca de la secuencia principal de tipo espectral A0V, semejante a Vega (α Lyrae) o a Algorab (δ Corvi).
Tiene una temperatura efectiva de 10.060 K y es 40 veces más luminosa que el Sol.
Posee un radio aproximadamente el doble que el radio solar  y rota con una velocidad de al menos 127 km/s.
Su masa está comprendida entre 2,3 y 2,9 masas solares.
No existe consenso en cuanto a su edad; mientras que un estudio le otorga una edad de sólo 4,5 millones de años, otro eleva esta cifra hasta los 169 millones de años, 38 veces más.
Presenta una abundancia relativa de hierro notablemente inferior a la del Sol ([Fe/H] = -0,39), más acusada en el caso del calcio, cuyo nivel es sólo una cuarta parte del solar.
El exceso de emisión infrarroja observado tanto a 24 μm como a 70 μm indica la existencia de un disco de polvo circunestelar alrededor de C Hydrae.
De hecho, se piensa que existen dos cinturones diferenciados: uno interior —a 2 UA de la estrella— con una temperatura de 500 K, y otro más distante —a 61 UA— con una temperatura de 90 K.